# Kateřina Cajthamlová
Kateřina Cajthamlová (* 7. července 1962 Praha) je česká internistka a psychoterapeutka. Je spoluautorkou dvou populárních knih o hubnutí, v letech 2006–2014 byla moderátorkou televizních pořadů Jste to, co jíte, či DoktorKA. V souvislosti s jejím podílem na právě těchto pořadech je často mylně uváděno, že je dietoložka.

## Život a kariéra
Po ukončení studia medicíny na tehdejší Fakultě všeobecného lékařství UK pracovala jako internistka ve Státním ústavu národního zdraví, později v soukromém Health Care Unlimited v Praze 6, kde se věnovala interně a homeopatii.
V roce 2001 otevřela nestátní zdravotnické zařízení se zaměřením na prevenci a léčbu interních chorob a zde pracuje dodnes. V roce 2006 moderovala televizní pořad Jste to, co jíte (česká verze americké show You are what you eat). V roce 2007 se umístila na 3. místě soutěže TýTý jako osobnost roku.

## Knihy
- Abeceda moderního rodiče, 2017
- Čtěte pohádky, čtěte mezi řádky, 2012 (spolu s Jitkou Hinkovou)
- Nebezpečný svět kalorií: z pohledu tří lékařů, 2013 (spolu s Rajko Dolečkem a Leošem Středou)

## Televizní pořady
- Jste to, co jíte, seriál TV Prima o hubnutí, 2006–2012 (moderovala jej společně s dietologem Petrem Havlíčkem)
- Souboj v těžké váze, soutěžní seriál o hubnutí, 2009
- DoktorKA, talk show o zdraví a nemocích na ČT1, 2014

## Dokument
- 13. komnata Kateřiny Cajthamlové. Provází Zuzana Burešová. ČR, 2022. Česká televize 16. 2. 2022